# مستنقع زوبين كلي
مستنقع زوبين كلي هو مستنقع يقع على مسافة 42 كم غرب هشترود بإيران، وبالرغم من أن هذا المستنقع هو مستنقع فصلي لكنه يمثل بيئة مناسبة للطيور المهاجرة نظراً لوجود نبات القصب داخل وحوالي المستنقع.